# 2012年至2013年曼聯足球俱樂部賽季
2012年至2013年球季是曼聯在英超聯的第21個球季，亦是球隊連續第38個球季於英格蘭的頂級聯賽角逐。曼聯如果今季成功重奪失落一屆的冠軍的話，將會史無前例地第20次頂級聯賽冠軍紀錄，也是英格蘭歷史上首間足球俱樂部成功達成該個里程碑。上屆歐洲聯賽冠軍盃在分組賽出局的曼聯，將會連續第17年參加今屆歐聯。而由於上季在聯賽排第二名，所以在歐洲聯賽冠軍盃會直接參與分組賽。由於需要轉戰歐洲賽關係，曼聯會在足總盃及聯賽杯直接參與第三圈。

## 大事紀
- 2012年9月15日－曼聯對韋根之比賽,為傑斯第600場英超,史高斯第700場代表曼聯出賽及里奧·費迪南第400場代表曼聯出賽。
- 2012年10月28日－曼聯作客擊敗車路士後,英超現時沒有球會有高於與曼聯對賽之勝出率, 曼聯與車路士於英超對賽成績為,勝13:和15:負:15[1]。
- 2012年11月7日－歐聯分組賽曼聯作客葡萄牙布拉加為曼聯第300場歐洲比賽。曼聯擊敗布拉加後巳肯定以分組首名進入歐聯16強淘汰圈比賽。
- 2012年11月23日, 曼聯為表揚領隊弗格森爵士執教26年特別鑄造之弗格森爵士銅像揭幕。銅像高 9 英尺位於奧脫福球場北看台,又名「弗格森爵士看台」[2]。
- 2012年11月28日－曼聯主場對韋斯咸之比賽中,雲佩斯於開賽後33秒所射入全場唯一入球是當時球季最快入球[3]。
- 2012年12月1日－曼聯作客對雷丁之比賽, 上半場共入7球(雷丁3-4曼聯)乃平英超上半場最多入球紀錄[4]。曼聯於開賽23鐘內被入3球乃球會於英超最快紀錄。朗尼為曼聯射成領先2:1之十二碼入球為曼聯於英超21世紀第1000球。
- 2012年12月15日－曼聯主場對新特蘭之比賽中, 雲佩斯為曼聯射成 1:0 之入球為領隊費格遜爵士帶領下於奧脫福球場主場第1,500個入球[5]。
- 2012年12月26日－曼聯主場對紐卡素之比賽中, 於補時以後備身份出場之費查是其第200場英超比賽。
- 2013年1月1日－曼聯作客對韋根之比賽, 是卡域克第200場代表曼聯之英超比賽。
- 2013年1月30日－曼聯主場擊敗修咸頓為英超歷史上首支球隊於主場獲得300場勝利[6]。
- 2013年2月2日－於曼聯作客對富咸之比賽中, 於下半場75分鐘以後備身份比賽之傑斯是其第100場以後備身份出賽之英超比賽。另外曼聯於首25場英超比賽取得62分為曼聯於英超歷史上最佳紀錄。
- 2013年2月10日－曼聯主場對愛華頓之比賽中, 傑斯為曼聯射成 1:0 之入球令其保持着自英超成立21年(連同英超前身則是連續23年)每球季都有入球紀錄[7]。
- 2013年3月2日－曼聯主場擊敗諾域治為曼聯第800場英超比賽[8]。另外香川真司於比賽中射入三球，為英超歷史上首名亞洲球員能有帽子戲法及首次為曼聯之帽子戲法[9]。
- 2013年3月30日－曼聯以1:0作客擊敗新特蘭成為英格蘭足球頂級聯賽歷史上首支球隊能於一個球季首30場比賽中取得25場勝利[10]。
- 2013年4月22日－曼聯主場以3:0擊敗阿士東維拉提早4輪英超比賽奪得第20個英格蘭頂級聯賽冠軍，英超成立後第13個冠軍。
- 2013年5月8日, 曼聯領隊弗格森爵士宣佈於球季完結後退休領隊工作，但會擔任曼聯球會大使及成為曼聯董事[11]。
- 2013年5月9日, 球會宣佈繼任領隊為現任愛華頓領隊大衛·莫耶斯，合約為期六年由2013年7月1日生效[12]。
- 2013年5月11日－38歲老將史高斯宣佈於球季完結後掛靴[13]。
- 2013年5月19日－曼聯作客對西布罗姆维奇被追平5:5之比賽為領隊弗格森爵士第1500場比賽又同時是最後一場比賽。曼聯老將史高斯亦以後備身份完成結朿球員生涯前最後一場比賽[14]。雲佩斯以26個英超入球連續兩季成為英超金靴獎得主。
- 2013年5月24日－曼聯宣佈副領隊及守門員教練離開球會[15]。

## 季前熱身賽和友誼賽
曼聯今季的熱身賽將會到全球不同的地方進行，包括在南非、中國和挪威進行共4場熱身賽。首先在7月18日在德班對阿瑪祖魯，然後在7月21日轉到開普敦對開普敦阿積士。完成南非之旅後，就會在7月25日轉到上海對上海申花曼回到曼徹斯特前，還會在8月5日到訪奧斯陸對華拉倫加，和在8月8日在哥德堡對巴塞隆拿。回國後，他們作客彼德堡對彼德堡。而到8月11日，曼聯到訪德國作客漢諾威。
| 2012年7月18日 | 阿瑪祖魯 | 0 — 1    | 曼聯       | 摩西·馬布海達體育場, 德班 |
|               |          | 球賽報告 | 馬捷達 20' | 入場人數： 50,000         |

| 2012年7月21日 | 開普敦阿積士      | 1 — 1    | 曼聯       | 開普敦球場, 開普敦 |
|               | 艾卡度·雲加安 86' | 球賽報告 | 比比 90+2' |                    |

| 2012年7月25日 | 上海申花 | 0 — 1    | 曼聯         | 上海體育場, 上海  |
|               |          | 球賽報告 | 68' 香川真司 | 入場人數： 42,725 |

| 2012年8月5日 | 華拉倫加 | 0 — 0    | 曼聯 | 烏利華球場, 奧斯陸 |
|              |          | 球賽報告 |      |                    |

| 2012年8月8日 | 巴塞隆拿 | 0 — 0 2 — 0（十二碼） | 曼聯 | 烏利維球場, 哥德堡 |
|              |          | 球賽報告              |      | 入場人數： 47,141  |

| 2012年8月11日 | 漢諾威                                   | 3 — 4    | 曼聯                                                  | AWD球場, 漢諾威   |
|               | 索别赫 25' · 哈吉 48' · 阿卜杜勒拉書 65' | 球賽報告 | 靴南迪斯 31' · 朗尼 69', 81'（十二碼） · 香川真司 84' | 入場人數： 35,800 |

|  |    |
|  | 勝 |
|  | 和 |
|  | 負 |

## 英格蘭超級足球聯賽

### 賽程表
英超聯的賽程在2012年6月18日公佈，曼聯在英超聯首場比賽在2012年8月20日，作客迎戰愛華頓。
| 2012年8月20日 R1 | 愛華頓                | 1 — 0    | 曼聯                 | 葛迪遜公園球場，利物浦              |
| 20:00 BST        | 費蘭尼 57' · 吉遜 90' | 球賽報告 | 蘭尼 3' · 史高斯 13' | 入場人數： 38,415 ： Andre Marriner |

| 2012年8月25日 R2 | 曼聯                                   | 3 — 2    | 富咸                                      | 奧脫福球場，曼徹斯特              |
| 15:00 BST        | 雲佩斯 10' · 香川真司 35' · 拉菲爾 41' | 球賽報告 | 杜夫 3' · 漢基蘭 35' · 維迪 65'（烏龍球） | 入場人數： 75,352 ： Kevin Friend |

| 2012年9月2日 R3 | 修咸頓                                   | 2 — 3    | 曼聯                   | 聖瑪麗球場，南安普敦           |
| 16:00 BST       | 列基林拔 16' · 舒尼達連 55' · 凱維特 68' | 球賽報告 | 雲佩斯 23', 87', 90+2' | 入場人數： 31,609 ： Mike Dean |

| 2012年9月15日 R4 | 曼聯                                                                 | 4 — 0    | 韋根                  | 奧脫福球場，曼徹斯特                |
| 15:00 BST        | 畢拿 45+1' 66' · 史高斯 51' · 靴南迪斯 63' · 包維 82' · 韋碧克 90+3' | 球賽報告 | 保斯 49' · 麥亞瑟 56' | 入場人數： 75,142 ： Michael Oliver |

| 2012年9月23日 R5 | 利物浦                               | 1 — 2    | 曼聯                                               | 晏菲路球場，利物浦                           |
| 13:30 BST        | 舒維爾 39' · 謝拉特 46' · 拉爾拿 77' | 球賽報告 | 拉菲爾 51' · 史高斯 58' · 雲佩斯 81'（十二碼） 84' | 入場人數： 44,263 ： Mark Halsey 賽後排名: 2 |

| 2012年9月29日 R6 | 曼聯                    | 2 — 3    | 熱刺                                     | 奧脫福球場，曼徹斯特                       |
| 17:30 BST        | 蘭尼 51' · 香川真司 53' | 球賽報告 | 維頓漢 2' · 加里夫·巴利 32' · 丹比斯 52' | 入場人數： 75,566 ： Chris Foy 賽後排名: 3 |

| 2012年10月7日 R7 | 紐卡素                                                | 0 — 3    | 曼聯                                                                                          | 體育用品直銷競技場，泰恩河畔紐卡斯爾         |
| 16:00 BST        | 迪奧迪 33' · 古迪利斯 42' · 白治 75' · 比基尼馬拿 86' | 球賽報告 | 伊雲斯 8' · 艾夫拿 15' · 香川真司 21' · 里奧費迪南 30' · 雲佩斯 31' · 基華利 71' · 史高斯 90' | 入場人數： 52,203 ： Howard Webb 賽後排名: 2 |

| 2012年10月20日 R8 | 曼聯                                                 | 4 — 2    | 史篤城                                 | 奧脫福球場，曼徹斯特                            |
| 15:00 BST         | 朗尼 27', 65' · 史高斯 41' · 雲佩斯 44' · 韋碧克 46' | 球賽報告 | 朗尼 11'（烏龍球） · 米高·禮利 29' 58' | 入場人數： 75,585 ： Anthony Taylor 賽後排名: 2 |

| 2012年10月28日 R9 | 車路士                                                                         | 2 — 3    | 曼聯                                                                           | 史丹福橋球場，倫敦                                |
| 16:00 BST         | 馬達 44' · 費蘭度·托利斯 45+1', 68' · 拉美利斯 53' · 伊雲奴域 63' · 米基爾 76' | 球賽報告 | 大衛·雷斯 4'（烏龍球） · 雲佩斯 12' · 朗尼 43' · 靴南迪斯 75' · 華蘭西亞 90+2' | 入場人數： 41,644 ： Mark Clattenburg 賽後排名: 2 |

| 2012年11月3日 R10 | 曼聯                                                                              | 2 — 1    | 阿仙奴                                                          | 奧脫福球場，曼徹斯特                       |
| 12:45 BST         | 雲佩斯 3' 61' · 艾殊利·楊格 29' · 基華利 37' · 艾夫拿 67' · 安達臣 72' · 朗尼 81' | 球賽報告 | 韋舒亞 14', 69' · 艾沙雲 83' · 阿迪達 90+1' · 辛迪·卡蘇拿 90+5' | 入場人數： 75,492 ： Mike Dean 賽後排名: 1 |

| 2012年11月10日 R11 | 阿士東維拉                          | 2 — 3    | 曼聯                                                  | 維拉公園球場，伯明翰                          |
| 17:30 BST          | 安祖斯·韋文 45+1', 50' · 艾利蘭 56' | 球賽報告 | 靴南迪斯 58', 87' · 華亞爾 63'（烏龍球） · 卡域克 65' | 入場人數： 40,538 ： Kevin Friend 賽後排名: 1 |

| 2012年11月17日 R12 | 諾域治            | 1 — 0    | 曼聯         | 卡諾路球場，諾域治                              |
| 17:30 BST          | 安東尼·派京頓 60' | 球賽報告 | 拉菲爾 90+2' | 入場人數： 26,840 ： Anthony Taylor 賽後排名: 2 |

| 2012年11月24日 R13 | 曼聯                                              | 3 — 1    | 昆士柏流浪                   | 奧脫福球場，曼徹斯特                         |
| 15:00 BST          | 史高斯 55' · 伊雲斯 64' · 費查 68' · 靴南迪斯 71' | 球賽報告 | 查美·麥基爾 52' · 麥比亞 58' | 入場人數： 75,603 ： Lee Probert 賽後排名: 1 |

| 2012年11月28日 R14 | 曼聯                   | 1 — 0    | 韋斯咸       | 奧脫福球場，曼徹斯特                        |
| 20:00 BST          | 雲佩斯 1' · 卡域克 78' | 球賽報告 | 奇雲·路蘭 7' | 入場人數： 75,572 ： Mike Jones 賽後排名: 1 |

| 2012年12月1日 R15 | 雷丁                                                      | 3 — 4    | 曼聯                                                           | 米底捷斯基球場，雷丁                         |
| 17:30 BST         | 笠臣簡奴 8' · 阿當·拿·方祖 19' · 桑·摩利臣 23' · 塔比 79' | 球賽報告 | 安達臣 13' · 朗尼 16'（十二碼）, 30' · 拉菲爾 28' · 雲佩斯 34' | 入場人數： 24,095 ： Mark Halsey 賽後排名: 1 |

| 2012年12月9日 R16 | 曼城                                                                           | 2 — 3    | 曼聯                                                                | 阿提哈德球場，曼徹斯特                           |
| 13:30 BST         | 拿斯利 54' · 耶耶·托尼 60' 75' · 薩巴列達 86' · 迪維斯 89' · 加里夫·巴利 90+5' | 球賽報告 | 朗尼 16', 29' 73' · 里奧費迪南 62' · 雲佩斯 90+2' · 菲爾·鍾斯 90+3' | 入場人數： 47,166 ： Martin Atkinson 賽後排名: 1 |

| 2012年12月15日 R17 | 曼聯                               | 3 — 1    | 新特蘭        | 奧脫福球場，曼徹斯特                       |
| 15:00 BST          | 雲佩斯 16' · 基華利 19' · 朗尼 59' | 球賽報告 | 費沙·金寶 72' | 入場人數： 75,582 ： Chris Foy 賽後排名: 1 |

| 2012年12月23日 R18 | 史雲斯                                  | 1 — 1    | 曼聯                                                              | 自由球場，史雲斯                                |
| 13:30 BST          | 米捷 29' · 捷高 60' · 艾殊利·威廉斯 76' | 球賽報告 | 艾夫拿 16' · 菲爾·鍾斯 27' · 朗尼 69' · 雲佩斯 77' · 史高斯 90+1' | 入場人數： 20,650 ： Michael Oliver 賽後排名: 1 |

| 2012年12月26日 R19 | 曼聯                                                                       | 4 — 3    | 紐卡素                                                                                 | 奧脫福球場，曼徹斯特                       |
| 15:00 BST          | 伊雲斯 25' 36' · 靴南迪斯 38' 90' · 華蘭西亞 53' · 艾夫拿 58' · 雲佩斯 71' | 球賽報告 | 白治 4' · 伊雲斯 28'（烏龍球） · 米克·威廉臣 43' · 丹尼·森遜 61' · 柏比斯·施斯 64' 68' | 入場人數： 75,596 ： Mike Dean 賽後排名: 1 |

| 2012年12月29日 R20 | 曼聯                                            | 2 — 0    | 西布朗 | 奧脫福球場，曼徹斯特                      |
| 15:00 BST          | 麦奥利 9'（烏龍球） · 華蘭西亞 63' · 雲佩斯 90' | 球賽報告 |        | 入場人數： 75,595 ： Jon Moss 賽後排名: 1 |

| 2013年1月1日 R21 | 韋根            | 0 — 4    | 曼聯                                             | DW球場，韋根                                    |
| 20:00 BST        | 加利·卡達維 62' | 球賽報告 | 靴南迪斯 35', 63' · 雲佩斯 43', 88' · 斯摩寧 82' | 入場人數： 20,342 ： Andre Marriner 賽後排名: 1 |

| 2013年1月13日 R22 | 曼聯                               | 2 — 1    | 利物浦                                                                  | 奧脫福球場，曼徹斯特                         |
| 13:30 BST         | 雲佩斯 19' · 維迪 54' · 艾夫拿 74' | 球賽報告 | 盧卡斯 45+4' · 史基泰爾 53' · 史杜歷治 57' · 格連·莊臣 76' · 艾加 90+4' | 入場人數： 75,501 ： Howard Webb 賽後排名: 1 |

| 2013年1月20日 R23 | 熱刺                          | 1 — 1    | 曼聯                                                         | 白鹿徑球場，倫敦                           |
| 16:00 BST         | 多遜 30' · 丹比斯 90+3' 90+3' | 球賽報告 | 卡域克 22' · 雲佩斯 25' · 艾夫拿 44' · 拉菲爾 77' · 朗尼 79' | 入場人數： 35,956 ： Chris Foy 賽後排名: 1 |

| 2013年1月30日 R24 | 曼聯                                 | 2 — 1    | 修咸頓                          | 奧脫福球場，曼徹斯特                       |
| 20:00 BST         | 朗尼 8', 27' · 維迪 76' · 拉菲爾 83' | 球賽報告 | 洛迪古斯 3' · 摩根·舒尼達連 45' | 入場人數： 75,600 ： Lee Mason 賽後排名: 1 |

| 2013年2月2日 R25 | 富咸 | 0 — 1    | 曼聯           | 卡雲農舍球場，倫敦                            |
| 17:30 BST        | 65'  | 球賽報告 | 朗尼 79' 90+2' | 入場人數： 25,670 ： Kevin Friend 賽後排名: 1 |

| 2012年2月10日 R26 | 曼聯                    | 2 — 0    | 愛華頓           | 奧脫福球場，曼徹斯特                         |
| 16:00 BST         | 傑斯 13' · 雲佩斯 45+1' | 球賽報告 | 38' · 費蘭尼 86' | 入場人數： 75,525 ： Mark Halsey 賽後排名: 1 |

| 2012年2月23日 R27 | 昆士柏流浪 | 0 — 2    | 曼聯                  | 洛夫特斯路球場，倫敦                            |
| 15:00 BST         |            | 球賽報告 | 拉菲爾 23' · 傑斯 80' | 入場人數： 18,337 ： Anthony Taylor 賽後排名: 1 |

| 2013年3月2日 R28 | 曼聯                                | 4 — 0    | 諾域治                  | 奧脫福球場，曼徹斯特                            |
| 15:00 BST        | 香川真司 45+1', 76', 87' · 朗尼 90' | 球賽報告 | 40+3' · 69' · 73' · 82' | 入場人數： 75,586 ： Neil Swarbrick 賽後排名: 1 |

| 2013年4月17日 R29 | 韋斯咸                        | 2 — 2    | 曼聯                      | 博林球場，倫敦                   |
| 19:45 BST         | 列卡度·華斯迪 16' · 50' · 55' | 球賽報告 | 華蘭西亞 31' · 雲佩斯 77' | 入場人數： 34,692 ： Lee Probert |

| 2013年3月16日 R30 | 曼聯     | 1 — 0    | 雷丁           | 奧脫福球場，曼徹斯特                       |
| 17:30 BST         | 朗尼 21' | 球賽報告 | 亨特 43' · 56' | 入場人數： 75,605 ： Lee Mason 賽後排名: 1 |

| 2013年3月30日 R31 | 新特蘭          | 0 — 1    | 曼聯                       | 光明球場，新特蘭                              |
| 12:45 BST         | 26' · 50' · 76' | 球賽報告 | 27'（烏龍球） · 雲佩斯 58' | 入場人數： 43,760 ： Kevin Friend 賽後排名: 1 |

| 2013年4月8日 R32 | 曼聯                                                     | 1 — 2    | 曼城                                               | 奧脫福球場，曼徹斯特                       |
| 20:00 BST        | 朗尼 32' · 59'（烏龍球） · 拉菲爾 90+3' · 華蘭西亞 90+4' | 球賽報告 | 29' · 42' · 51' · 78' · 85' · 90' · 薩巴列達 90+2' | 入場人數： 75,498 ： Mike Dean 賽後排名: 1 |

| 2013年4月14日 R33 | 史篤城 | 0 — 2    | 曼聯                                            | 不列顛尼亞球場，特倫特河畔斯托克          |
| 13:30 BST         | 86'    | 球賽報告 | 卡域克 4' · 華蘭西亞 64' · 雲佩斯 66'（十二碼） | 入場人數： 27,191 ： Jon Moss 賽後排名: 1 |

| 2013年4月22日 R34 | 曼聯                             | 3 — 0    | 阿士東維拉 | 奧脫福球場，曼徹斯特                            |
| 20:00 BST         | 雲佩斯 2', 13', 33' · 艾夫拿 28' | 球賽報告 |            | 入場人數： 75,591 ： Anthony Taylor 賽後排名: 1 |

| 2013年4月28日 R35 | 阿仙奴                    | 1 — 1    | 曼聯                                                             | 酋長球場，倫敦                             |
| 16:00 BST         | 2' 33' · 43' · 张伯伦 81' | 球賽報告 | 17' · 24' · 雲佩斯 28' 44'（十二碼） · 伊雲斯 30' · 華蘭西亞 65' | 入場人數： 60,112 ： Phil Dowd 賽後排名: 1 |

| 2013年5月4日 R36 | 曼聯                 | 0 — 1    | 車路士                        | 奧脫福球場，曼徹斯特                         |
| 16:00 BST        | 維迪 52' · 81' · 89' | 球賽報告 | 大衛·雷斯 86' · 87'（烏龍球） | 入場人數： 75,500 ： Howard Webb 賽後排名: 1 |

| 2013年5月12日 R37 | 曼聯                           | 2 — 1    | 史雲斯   | 奧脫福球場，曼徹斯特                      |
| 16:00 BST         | 靴南迪斯 39' · 里奧·費迪南 87' | 球賽報告 | 米捷 49' | 入場人數： 75,572 ： Jon Moss 賽後排名: 1 |

| 2013年5月19日 R38 | 西布朗                    | 5 — 5    | 曼聯                                                                      | 山楂球場，西布朗                                |
| 16:00 BST         | 40' · 50', 81', 86' · 81' | 球賽報告 | 香川真司 6' · 9'（烏龍球） · 30' · 雲佩斯 53' · 靴南迪斯 63' · 史高斯 83' | 入場人數： 26,438 ： Michael Oliver 賽後排名: 1 |

|  |    |
|  | 勝 |
|  | 和 |
|  | 負 |

| 排名 | 球隊   | 賽 | 勝 | 和 | 負 | 得 | 失 | 差  | 分 |
| ---- | ------ | -- | -- | -- | -- | -- | -- | --- | -- |
| 1    | 曼聯   | 38 | 28 | 5  | 5  | 86 | 43 | +43 | 89 |
| 2    | 曼城   | 38 | 23 | 9  | 6  | 66 | 34 | +32 | 78 |
| 3    | 車路士 | 38 | 22 | 9  | 7  | 75 | 39 | +36 | 75 |

## 英格蘭聯賽盃
曼聯在聯賽杯直接參與第三圈。
| 2012年9月26日 第三圈 | 曼聯                    | 2 — 1    | 紐卡素                                        | 奧脫福球場，曼徹斯特               |
| 19:45 BST            | 安達臣 44' · 基華利 58' | 球賽報告 | 迪奧迪 59' · 柏比斯·施斯 62' · 比基尼馬拿 90' | 入場人數： 46358 ： Anthony Taylor |

| 2012年10月31日 第四圈 | 車路士 | 5 — 4 (加時) | 曼聯                                                                                  | 史丹福橋球場，倫敦             |
| 19:45 BST             | 奧里奧爾·羅美奧 12' · 米基爾 25' · 大衛·雷斯 31'（十二碼） · 加利·卡希爾 52' · 伊登·夏薩特 90+4'（十二碼） · 丹尼爾·史杜歷治 97' · 拉美利斯 116' | 球賽報告     | 傑斯 22', 120(十二碼)' 118' · 靴南迪斯 43' · 胡頓 64' · 蘭尼 59' 100' · 米高堅尼 105' | 入場人數： 41,126 ： Lee Mason |

## 英格蘭足總盃
曼聯在足總盃直接參與第三圈。經2012年12月2日抽籤後，曼聯作客倫敦球會韋斯咸。
| 2013年1月5日 第三圈 | 韋斯咸         | 2 — 2    | 曼聯                                              | 博林球場，倫敦                       |
| 17:15 BST           | 27', 59' · 38' | 賽後報告 | 基華利 23' · 史高斯 24' · 維迪 83' · 雲佩斯 90+1' | 入場人數： 32,922 ： Martin Atkinson |

| 2013年1月16日 第三圈(重賽) | 曼聯                 | 1 — 0    | 韋斯咸    | 奧脫福球場，曼徹斯特             |
| 20:05 BST                  | 朗尼 9' · 史高斯 89' | 賽後報告 | 75' · 77' | 入場人數： 71,081 ： Philip Dowd |

| 2013年1月26日 第四圈 | 曼聯                                             | 4 — 1    | 富咸          | 奧脫福球場，曼徹斯特                  |
| 17:30 BST            | 傑斯 3'（十二碼） · 朗尼 50' · 靴南迪斯 52', 66' | 賽後報告 | 艾朗·曉士 77' | 入場人數： 72,596 ： Mark Clattenburg |

| 2013年2月18日 第五圈 | 曼聯                    | 2 — 1    | 雷丁                | 奧脫福球場，曼徹斯特                |
| 20:00 BST            | 蘭尼 69' · 靴南迪斯 72' | 賽後報告 | 路爾·亨特 55' · 81' | 入場人數： 75,213 ： Andre Marriner |

| 2013年3月10日 第六圈(八強) | 曼聯                   | 2 — 2    | 車路士                                              | 奧脫福球場，曼徹斯特             |
| 16:30 BST                  | 靴南迪斯 5' · 朗尼 11' | 賽後報告 | 41' · 大衛·雷斯 55' · 夏薩特 59' 75' · 拉美利斯 68' | 入場人數： 75,196 ： Howard Webb |

| 2013年4月1日 第六圈(八強)(重賽) | 車路士                                               | 1 — 0    | 曼聯       | 史丹福橋球場，倫敦             |
| 12:30 BST                       | 丹巴·巴亞 49' · 60' · 77' · 桑·馬達 89' · 奥斯卡 90' | 賽後報告 | 基華利 54' | 入場人數： 40,704 ： Phil Dowd |

## 歐洲聯賽冠軍盃
因曼聯上季以聯賽第二名完成比賽，所以會於歐聯直接參與分組賽賽事。
| 2012年9月19日 R1 | 曼聯                                           | 1 — 0    | 加拉塔沙雷      | 奧脫福球場，曼徹斯特               |
| 20:45 CET        | 卡域克 7' · 艾夫拿 38' · 維迪 61' · 雲佩斯 81' | 球賽報告 | 菲臘比·美路 58' | 入場人數： 74653 ： Wolfgang Stark |

| 2012年10月2日 R2 | 克盧日         | 1 — 2    | 曼聯                             | 康斯坦丁·勒杜列斯庫博士球場，克盧日           |
| 20:45 CET        | 卡比達路斯 14' | 球賽報告 | 雲佩斯 29', 49' · 里奧費迪南 86' | 入場人數： 16,259 ： Alberto Undiano Mallenco |

| 2012年10月23日 R3 | 曼聯                           | 3 — 2    | 布拉加                                         | 奧脫福球場，曼徹斯特               |
| 20:45 CET         | 靴南迪斯 25', 75' · 伊雲斯 62' | 球賽報告 | 阿倫 2', 20' · 雲尼斯奧斯 48' · 艾捷亞積利 53' | 入場人數： 73,195 ： Milorad Mažić |

| 2012年11月7日 R4 | 布拉加                                            | 1 — 3    | 曼聯                                                      | 布拉加市政球場，布拉加           |
| 20:45 CET        | 阿倫 49十二碼' · 艾達·盧比斯 66' · 古斯杜迪奧 70' | 球賽報告 | 史摩寧 38' · 雲佩斯 80' · 朗尼 84十二碼' · 靴南迪斯 90+2' | 入場人數： 15,388 ： Felix Brych |

| 2012年11月20日 R5 | 加拉塔沙雷               | 1 — 0    | 曼聯       | 土耳其電訊球場，伊斯坦堡                     |
| 20:45 CET         | 卡雅 8' · 耶馬斯 53' 77' | 球賽報告 | 拉菲爾 20' | 入場人數： 50,278 ： Carlos Velasco Carballo |

| 2012年12月5日 R6 | 曼聯       | 0 — 1    | 克盧日                                      | 奧脫福球場，曼徹斯特                |
| 20:45 CET        | 史高斯 90' | 球賽報告 | 卡度 49} · 艾拔圖{goal' · 費古爾拉斯 90+3'} | 入場人數： 71,521 ： Daniele Orsato |